# Walter Reichardt
Hans Walter Reichardt (* 7. Januar 1903 in Dresden; † 2. Juli 1985 ebenda) war ein deutscher Ingenieur mit Fachgebiet Akustik und Professor an der Technischen Universität Dresden.

## Leben
Walter Reichardt, Sohn des Oberlehrers Georg Felix Reichardt, studierte von 1922 bis 1928 Technische Wissenschaften an der TH Dresden und war danach bis 1945 leitender Ingenieur in verschiedenen Rundfunkanstalten. Er promovierte 1930 bei Heinrich Barkhausen an der TH Dresden mit einer Arbeit über „Entartungen sinusförmiger Schwingungen“. Zwischen 1929 und 1945 war er Oberingenieur bei verschiedenen Rundfunkgesellschaften. Nach 1945 arbeitete er als Entwickler, Sachverständiger und beratender Ingenieur und nahm ab 1948 auf Initiative von Heinrich Barkhausen einen Lehrauftrag an der TH Dresden an, wo er 1950 zum Professor für Bau- und Elektroakustik berufen wurde. In den folgenden Jahren entstand unter seiner Leitung das Institut für Elektro- und Bauakustik, in dem er von 1958 bis zu seiner Emeritierung 1968 als ordentlicher Professor Inhaber des Lehrstuhls für Elektro- und Bauakustik war. Reichardt verstarb 1985 in Dresden und wurde auf dem Trinitatisfriedhof beigesetzt.

## Werk
Reichardt entwickelte einen Impulsschallmesser zur Messung raumakustischer Parameter im Modell. Mit dieser Technik wurde unter anderem die Projektierung der Berliner Staatsoper Unter den Linden in Berlin, der Kongresshalle am Alexanderplatz, des Kulturpalasts sowie der Wiederaufbau der Semperoper in Dresden beeinflusst.

## Schriften
- Walter Reichardt: Grundlagen der technischen Akustik. Akademische Verlagsgesellschaft Geest und Portig, Leipzig, 1968
- Walter Reichardt: Gute Akustik, aber wie? Gespräche eines Experten für Raumakustik mit Konzert- und Theaterbesuchern, Dirigenten, Schallplattenfreunden, Architekten und Tontechnikern. Verlag Technik, Berlin, 1979
- Walter Reichardt: Physikalische Grundlagen der Elektroakustik. Mathematische-Naturwissenschaftliche Bibliothek, Teubner Leipzig 1961, 150 S.
- Walter Reichardt: Gleichungen in Naturwissenschaft und Technik. Grössen u. Einheiten richtig angewandt. 1. Auflage. Fachbuchverlag, Leipzig 1983, 179 S.